# Guennadi Prigoda
Guennadi Sergueïevitch Prigoda (russe : Геннадий Сергеевич Пригода), né le 2 mai 1965, est un ancien nageur soviétique qui a remporté quatre médailles olympiques. 

## Biographie
Il est l'époux de la nageuse Elena Volkova et le père du nageur Kirill Prigoda.

## Palmarès

### Jeux olympiques
- Jeux olympiques de 1988 à Séoul (Corée du Sud) :
  -  Médaille d'argent sur le relais 4 × 100 m nage libre
  -  Médaille de bronze sur 50 m nage libre

- Jeux olympiques de 1992 à Barcelone (Espagne) :
  -  Médaille d'argent sur le relais 4 × 100 m nage libre

### Championnats du monde
- Championnats du monde de natation 1986 à Madrid (Espagne)
  -  Médaille d'argent au relais 4 × 100 m nage libre.
- Championnats du monde de natation 1991 à Perth (Australie)
  -  Médaille de bronze sur 50 m nage libre.
  -  Médaille de bronze au relais 4 × 100 m nage libre.

### Championnats d'Europe
- Championnats d'Europe 1987 à Strasbourg (France) : 
  -  Médaille d'or sur le relais 4 × 100 m 4 nages
  -  Médaille d'argent sur le 50 m nage libre
  -  Médaille de bronze sur le relais 4 × 100 m nage libre

- Championnats d'Europe 1991 à Athènes (Grèce) :
  -  Médaille d'or sur le relais 4 × 100 m nage libre
  -  Médaille d'argent sur le 50 m nage libre